# مذناب الخيميات
مِذْناب الخيميات (الاسم العلمي Papilio alexanor)، فراشة متوسطة القد من فُصيلة المذنابيات. جسمها أصفر اللون يعلوه خط مستعرض قاطب أسود. بسطتها نحو 65 مم. رواشنها إلى الصفرة يعلوها تجذيع أسود اللون مختلف الأشكال والأحجام. روشناها الخلفيان مذنبان ومقبجان بالأحمر. تظهر أواخر الربيع، تمنح مكنها على معظم نباتات فصيلة الصيوانية فينقف عن يرقات خاضلة تعيش على الأوراق فتلتهمها.